# SC Cambuur
Maillots
Le SC Cambuur-Leeuwarden ou plus simplement SC Cambuur est un club néerlandais de football basé à Leeuwarden.
Le club devient champion de Eerste Divisie en 2013 et remonte en Eredivisie pour la saison 2013-2014 après 13 ans d'absence au plus haut niveau.

## Historique
- 1964 : fondation du club sous le nom de SC Cambuur Leeuwarden
- 1989 : le club est renommé Cambuur Leeuwarden BVO

## Palmarès
- Champion d'Eerste Divisie en 1992, 2013 et 2021
- Champion de Tweede Divisie en 1957 et 1965